# Raymond Rochette
 (janvier 2023).
Si vous disposez d'ouvrages ou d'articles de référence ou si vous connaissez des sites web de qualité traitant du thème abordé ici, merci de compléter l'article en donnant les références utiles à sa vérifiabilité et en les liant à la section « Notes et références ».
Raymond Rochette est un artiste peintre français né le 25 mai 1906 au Creusot où il est mort le 26 décembre 1993.
Né aux frontières de la forêt morvandelle et de l’usine du Creusot, ses premières huiles représentent les paysages du Morvan, des scènes de la vie rurale et de nombreux portraits.
Dès son enfance, il est fasciné par l’univers de la métallurgie lourde. Du Maroc, où il réalise son service national, il rapportera des paysages lumineux, mais dès cette époque il écrit à ses parents « Je crois qu’il serait intéressant de peindre les hommes au travail, suant, rouges avec les énormes machines, la poussière et la vapeur ».
En 1949 (13 ans après sa première demande), il obtient l’autorisation d’entrer dans l’usine et d’y peindre. Rapidement accepté par les ouvriers, il les représente de plus en plus souvent, minuscules à côté des machines qu’ils dominent, ou en centre de tableaux.
Pendant 70 ans, Raymond Rochette n’a cessé de peindre : un paysage, un visage, un fruit, des objets simples, tout fascinait son regard.
Il décède en 1993 dans sa maison natale.

## Biographie
Raymond Rochette est né le 25 mai 1906 au Creusot dans une vaste maison construite par son grand-père, maison dans laquelle sa mère est née et où ses enfants naîtront. Il est le second d’une famille de trois garçons. De cette maison, il percevait l’usine et ses bruits ce qui suscita chez lui une vive curiosité et un grand intérêt pour ce monde ; c’est là que travaille son père et que travailleront ses deux frères.

### Études
Après sa scolarité, aux écoles Schneider, il est reçu premier au concours d’entrée à l’école normale de Mâcon ; c’est là que se confirme son autre passion : la pédagogie de l’enfant. 

### Service militaire et période de Guerre
Lors de son service national, au Maroc, (novembre 1926 à février 1928) il réalise plusieurs natures mortes ainsi que des paysages ensoleillés.
Mobilisé dans les chemins de fer d’août 1939 à août 40, il note en particulier dans ses lettres la réalisation de nombreux portraits donnés aux intéressés.

### Métier
Nommé instituteur à l’école de la Marolle, il enseignera pratiquement pendant toute sa carrière dans une classe double (maternelle et cours préparatoire) et restera passionné par cette période épanouissante de la vie de l’enfant. L’école est située tout en haut d’une colline, qui penche d’un côté vers sa maison et le village de Saint Sernin du Bois, de l’autre vers la ville et l’usine du Creusot.

### Famille
Marié en décembre 1941 à Andrée, (infirmière et assistante sociale), ils auront 4 enfants nés en 1943, 44, 46 et 48, dont Florence Amiel-Rochette et Luc Rochette. Il décède le 26 décembre 1993.

## Sa peinture

### Influences
Dès l’adolescence, Raymond Rochette écoute avec une grande attention les conseils de ses maîtres. « Comme j’avais 14 ou 15 ans et que l’on me destinait au dessin industriel, j’appris donc à dessiner ; mais la feuille d’acanthe ne me servit pas de modèle, elle était remplacée par des bielles, des manivelles, des coussinets… ». Par la suite, il présentera régulièrement ses toiles à la critique des artistes régionaux : Edmond Chaine, puis Honoré Hugrel. C’est lui qui met Raymond Rochette en contact avec le peintre Jules Adler. Si Adler et Rochette n’appartiennent pas à une même génération, leur sensibilité est proche ; Adler est venu au Creusot en 1899, et les grèves de cette époque lui ont inspiré un grand tableau. C’est lui qui le parrainera à la Société des artistes français et en 1949, lorsque Rochette obtiendra l’autorisation de peindre dans l’usine, il lui exprimera son plaisir d’apprendre une telle nouvelle. Dès 1933, Rochette a fait la connaissance du peintre Louis Charlot dont il suivra les conseils jusqu’à son décès en 1951. Au fil des jours ils deviendront de plus en plus proches et partageront les joies et les peines des deux familles.

### Évolution
Pendant 70 ans, la soif de peindre de Raymond Rochette est insatiable ; malgré ses nombreux échanges avec des peintres Parisiens et de province, malgré ses nombreuses lectures artistiques, ses voyages à Paris, en Italie, au Maroc, il reste en dehors des écoles et des tendances tout en réussissant à être un peintre témoin de son temps.
Avant la guerre, ses sources essentielles d’inspiration sont les scènes de vie en Morvan, les vues du Creusot et de nombreux portraits.
Pendant la guerre, les difficultés pour trouver du matériel le conduisent à réaliser une peinture très lisse, et une cinquantaine de tableaux de cette époque sont peints recto/verso.
Mais son obsession reste cette envie de représenter la vie dans les ateliers. C’est en 1949, c’est-à-dire 13 ans après sa première demande, que Raymond Rochette obtient l’autorisation de venir y peindre ; « J’aime les machines comme on peut aimer les fontaines de Provence ; les ateliers me font penser aux nefs des cathédrales, et leurs lueurs aux fêtes nocturnes sur le grand canal. Les danseurs de l’opéra n’ont pas de gestes plus beaux que ceux des ouvriers, Claude Lorrain peignant ses palais n’avait pas de plus pure joie que celle que j’éprouve en dessinant les ateliers, le foisonnement des titanesques assemblages métalliques me donne la joie du Piranèse, mais c’est la joie de Le Nain que je goûte en en glorifiant soudeurs, meuleurs, lamineurs qui deviennent dans mes tableaux les magiciens d’une flamboyante forêt, celle de la métallurgie lourde. » En 1962, il apprend la construction de l’immense usine de Dunkerque et passe ses congés d’été à en peindre l’évolution. Très intéressé aussi par la mine, il descendra à plusieurs reprises au fond et en rapportera des paysages et des portraits de mineurs saisissants.
Malgré cette soif de peindre le milieu industriel, tous les sujets, même les plus communs, lui donnent le désir le les peindre ; il est un peintre de l’actualité, du quotidien, fixant dans tous les aspects de son environnement le temps qui passe.

### Autres réalisations
Dans le domaine de la peinture, Rochette s’oriente régulièrement vers de nouvelles recherches qui n’ont jamais toutefois pris le pas sur la perception personnelle qu’il a de son environnement. En dehors des peintures à l’huile, il a réalisé de nombreux dessins et encres de chine, des gravures, des mosaïques, et des terres cuites.
À partir de 1968, il est sensible à la ressemblance qu’il perçoit entre le gigantisme des ateliers et la dimension des cathédrales, entre les odeurs de ces deux milieux et les couleurs des ateliers à chaud lui rappellent celles des vitraux. Cette parenté de perceptions le conduit à réaliser des tableaux impressionnants en métal avec inclusions de blocs de verre colorés. Dans sa bibliothèque sont classés d’innombrables photos et des films dans lesquels il témoigne de cette époque ; cet ensemble reste à ce jour, en grande partie à exploiter.

## Musées
- Les Romanichels - Musée des Beaux Arts de Dijon. (1937)
- Hiver au Creusot - Collection de la Ville de Paris. (1951)
- Les Laminoirs - Musée de Saint–Étienne. (1953)
- Le Blooming - Musée de Chalon-sur-Saône. (1953)
- Les Cheminées - Collection de l’État. (1953)
- L'Équipe de relève - Musée de Saint-Denis. (1954)
- Les Marteaux pilons - Collection de la Ville de Paris. (1955)
- Usinage - Collection de l’État. (1955)
- L'Oiseau - Musée des Beaux Arts de Dijon. (1965)
- La Retour des travailleurs, probablement à "la Combe des Mineurs", huile sur toile, 73 x 92 cm, Gray (Haute-Saône), musée Baron-Martin.
- Le Théâtre romain - Musée Rolin, Autun. (1984)
- Les Pelleteurs (fusain) et les pelleteurs (huile) – Ecomusée Le Creusot - Montceau. (2007)